# Björka skogs naturreservat
Björka skogs naturreservat är ett kommunalt naturreservat i Helsingborgs kommun i Skåne län.
Området är naturskyddat sedan 2024 och är 46 hektar stort. Reservatet ligger i nordöstra utkanten av Helsingborg och består av öppen ängsmark, lövskog och äldre ek- och bokskog.